# Hegésias de Magnésia
Hegesias de Magnésia (em grego: Ἡγησίας ὁ Μάγνης), retórico grego, e historiador, que floresceu cerca de 300 a.C.. Estrabão (xiv, 648), fala dele como o fundador do estilo florido asiático de composição, basicamente, um efeito estilístico exagerado que remonta aos sofistas e ao estilo gorgiano.